# Kabinett Ciorbea

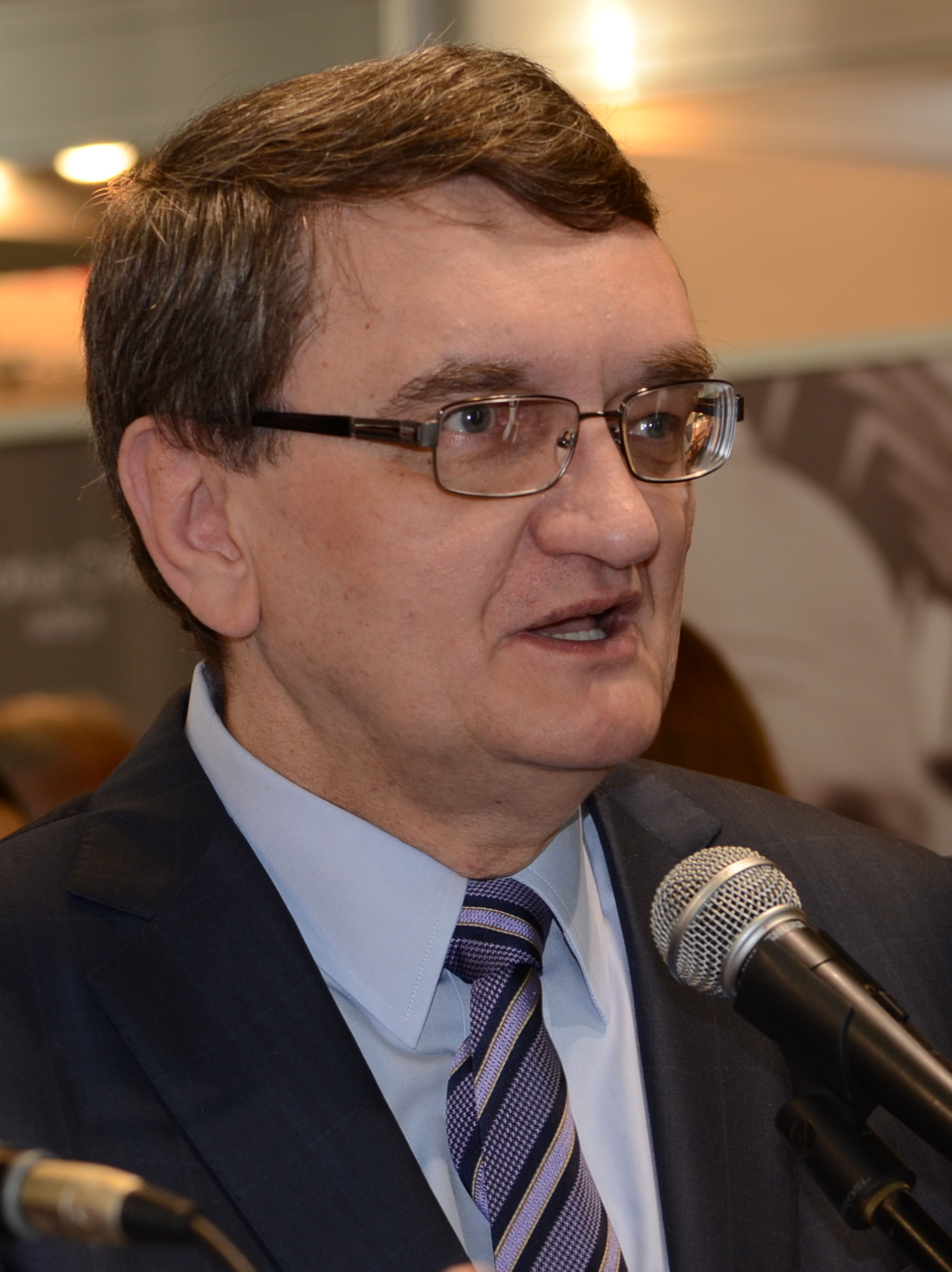
Victor Ciorbea war zwischen 1996 und 1998 Ministerpräsident Rumäniens.

Das Kabinett Ciorbea wurde in Rumänien am 12. Dezember 1996 von Ministerpräsident Victor Ciorbea gebildet und wurde am 17. April 1998 vom Kabinett Vasile abgelöst.

## Regierungspolitik und Wahlen
Bei der Parlamentswahl am 3. November 1996 wurde das Wahlbündnis Convenția Democrată Română (CDR) 3.692.321 Stimmen (30,2 Prozent) und 122 der 343 Mandate stärkste Kraft in der Abgeordnetenkammer, während die Partidul Democrației Sociale din România (PDSR) mit 2.633.860 Stimmen (21,5 Prozent) und 91 Sitzen zweitstärkste Fraktion wurde. Den dritten Platz belegte das Bündnis Uniunea Social-Democrată (USD) mit 1.582.231 Stimmen (12,9 Prozent) und 53 Sitzen.

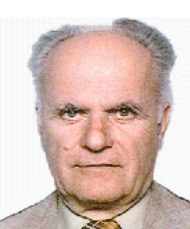
Innenminister Gavril Dejeu fungierte vom 30. März bis zum 17. April 1998 als kommissarischer Ministerpräsident.

Nach der Wahl bildete Victor Ciorbea  das . Am 12. Dezember 1996 wurde der Bukarester Bürgermeister Victor Ciorbea von der zum CDR gehörenden Nationalen Christdemokratischen Bauernpartei PNȚCD (Partidul Național Țărănesc Creștin Democrat) als Ministerpräsident von Staatspräsident Emil Constantinescu vereidigt. Zum Kabinett Ciorbea, welches am 11. Dezember 1996 das Kabinett Văcăroiu ablöste, gehören unter anderem Adrian Severin als Außenminister, Victor Babiuc als Verteidigungsminister, Gavril Dejeu als Innenminister und Mircea Ciumara als Finanzminister. Dem Kabinett gehörten neben der PNȚCD Vertreter der PNL, PAR, der PD und der UDMR an. Das Parlament lehnte am 6. Juni 1997 mit 277 zu 158 Stimmen einen Misstrauensantrag gegen die Regierung von Ministerpräsident Ciorbea ab. Am 3. und 5. Dezember 1997 versuchte Ministerpräsident Ciorbea, die seit langem schwelende Regierungskrise durch eine Kabinettsumbildung zu beenden. Dabei wurde unter anderem Daniel Daianu zum neuen Finanzminister ernannt. Am 29. Januar 1998 trat Verteidigungsminister Victor Babiuc zurück. Am 1. Januar 1998 beschloss die Regierung ein Privatisierungsgesetz, welches Ende Januar 1998 vom Parlament gebilligt wurde. Am 6. Februar 1998 wurde Constantin Dudu-Ionescu zum Verteidigungsminister ernannt und trat sein Amt am 11. Februar an. Nachdem die PD-Minister am 11. Februar 1998 aus der Regierung ausgetreten waren, trat Ministerpräsident Ciorbea am 30. März 1998 selbst zurück, woraufhin Innenminister Dejeu kommissarischer Ministerpräsident wurde. Am 17. April 1998 übernahm schließlich das Kabinett des bisherigen Generalsekretärs der PNȚCD Radu Vasile, der am 2. April 1998 zum Ministerpräsidenten ernannt wurde.

## Kabinettsmitglieder
| Amt | Amtsinhaber                                 | Partei            | Beginn der Amtszeit                                 | Ende der Amtszeit                                |
| --- | ------------------------------------------- | ----------------- | --------------------------------------------------- | ------------------------------------------------ |
| Ministerpräsident | Victor Ciorbea Gavril Dejeu (kommissarisch) | PNȚCD             | 12. Dezember 1996 30. März 1998                     | 30. März 1998 17. April 1998                     |
| Staatsminister, Finanzminister | Mircea Ciumara Daniel Daianu                | PNȚCD Parteiloser | 12. Dezember 1996 5. Dezember 1997                  | 5. Dezember 1997 17. April 1998                  |
| Staatsminister, Außenminister 29. Dezember 1997: Außenminister                                                                       | Adrian Severin Andrei Pleșu                 | PD Parteiloser    | 12. Dezember 1996 29. Dezember 1997                 | 29. Dezember 1997 17. April 1998                 |
| Staatsminister, Reformminister 5. Dezember 1997: Reformminister, Präsident des Reformrates                                           | Ulm Nicolae Spineanu Ilie Şerbănescu        | PNȚCD Parteiloser | 12. Dezember 1996 5. Dezember 1997                  | 5. Dezember 1997 17. April 1998                  |
| Staatsminister, Minister für Industrie und Handel                                                                                    | Călin Popescu-Tăriceanu Mircea Ciumara      | PNL PNȚCD         | 12. Dezember 1996 5. Dezember 1997                  | 5. Dezember 1997 17. April 1998                  |
| Justizminister 29. Dezember 1997: Staatsminister, Justizminister                                                                     | Valeriu Stoica                              | PNL               | 12. Dezember 1996                                   | 17. April 1998                                   |
| Minister für Arbeit und Sozialschutz 29. Dezember 1997: Staatsminister, Minister für Arbeit und Sozialschutz                         | Alexandru Athanasiu                         | PSDR              | 12. Dezember 1996                                   | 17. April 1998                                   |
| Minister für nationale Verteidigung                                                                                                  | Victor Babiuc Constantin Dudu-Ionescu       | PD PNȚCD          | 12. Dezember 1996 11. Februar 1998                  | 11. Februar 1998 17. April 1998                  |
| Innenminister 29. Dezember 1997: Staatsminister, Innenminister                                                                       | Gavril Dejeu                                | PNȚCD             | 12. Dezember 1996                                   | 17. April 1998                                   |
| Minister für Landwirtschaft und Ernährung                                                                                            | Dinu Gavrilescu                             | PNȚCD             | 12. Dezember 1996                                   | 17. April 1998                                   |
| Verkehrsminister | Traian Băsescu Anton Ionescu                | PD PNL            | 12. Dezember 1996 11. Februar 1998                  | 11. Februar 1998 17. April 1998                  |
| Kommunikationsminister | Sorin Pantiș                                | PNL               | 12. Dezember 1996                                   | 17. April 1998                                   |
| Tourismusminister | Akos Birtalan                               | UDMR              | 12. Dezember 1996                                   | 17. April 1998                                   |
| Minister für öffentliche Arbeiten und Raumplanung                                                                                    | Nicolae Noica                               | PNȚCD             | 12. Dezember 1996                                   | 17. April 1998                                   |
| Minister für Wasser, Wälder und Umwelt                                                                                               | Ion Oltean Sorin Frunzăverde Romică Tomescu | PD PNȚCD          | 12. Dezember 1996 5. Dezember 1997 11. Februar 1998 | 5. Dezember 1997 11. Februar 1998 17. April 1998 |
| Bildungsminister 5. Dezember 1997: Ministers für nationale Bildung                                                                   | Virgil Petrescu Andrei Marga                | PNȚCD Parteiloser | 12. Dezember 1996 5. Dezember 1997                  | 5. Dezember 1997 17. April 1998                  |
| Minister für Forschung und Technologie                                                                                               | Bujor-Bogdan Teodoriu Horia Ene             | Parteiloser       | 12. Dezember 1996 11. Februar 1998                  | 11. Februar 1998 17. April 1998                  |
| Gesundheitsminister | Ștefan Iosif Drăgulescu Ion Victor Bruckner | PNȚCD Parteiloser | 12. Dezember 1996 5. Dezember 1997                  | 5. Dezember 1997 17. April 1998                  |
| Kulturminister | Ion Caramitru                               | Parteiloser       | 12. Dezember 1996                                   | 17. April 1998                                   |
| Minister für Jugend und Sport | Mihai-Sorin Stănescu Crin Antonescu         | PNL               | 12. Dezember 1996 5. Dezember 1997                  | 5. Dezember 1997 17. April 1998                  |
| Minister für die Beziehungen zum Parlament                                                                                           | Bogdan Niculescu-Duvăz Ioan Avram Mureșan   | PD PNȚCD          | 12. Dezember 1996 11. Februar 1998                  | 11. Februar 1998 17. April 1998                  |
| Privatisierungsminister | Valentin M. Ionescu                         | PNL               | 5. Dezember 1997                                    | 17. April 1998                                   |
| Delegierter Minister für die Koordinierung des Generalsekretariats der Regierung und der Abteilung für lokale öffentliche Verwaltung | Remus Opriș                                 | PNȚCD             | 12. Dezember 1996                                   | 17. April 1998                                   |
| Delegierter Minister beim Ministerpräsidenten für europäische Integration                                                            | Alexandru Herlea                            | PNȚCD             | 12. Dezember 1996                                   | 17. April 1998                                   |
| Delegierter Minister beim Ministerpräsidenten für öffentliche Information                                                            | Radu Boroianu Sorin Bottez                  | PNL               | 12. Dezember 1996 5. Dezember 1997                  | 5. Dezember 1997 17. April 1998                  |
| Delegierter Minister beim Ministerpräsidenten für nationale Minderheiten                                                             | György Tokay                                | UDMR              | 12. Dezember 1996                                   | 17. April 1998                                   |